# Гільєрмо Рівас (тенісист)
Гільєрмо Рівас (ісп. Guillermo Rivas; нар. 9 лютого 1964) — колишній аргентинський тенісист.
Найвищу одиночну позицію світового рейтингу — 116 місце досяг 20 травня 1985, парну — 289 місце — 16 квітня 1990 року.

## Титули на челленджерах

### Одиночний розряд: (2)
| Ранг | Рік  | Турнір                  | Покриття | Суперник             | Рахунок       |
| ---- | ---- | ----------------------- | -------- | -------------------- | ------------- |
| 1.   | 1985 | Паріолі, Італія         | Ґрунт    | Сімоне Коломбо       | 7–6, 1–6, 7–6 |
| 2.   | 1988 | Кран-Монтана, Швейцарія | Ґрунт    | Ларс-Андерс Вальгрен | 1–6, 6–3, 6–4 |